# Jewel House

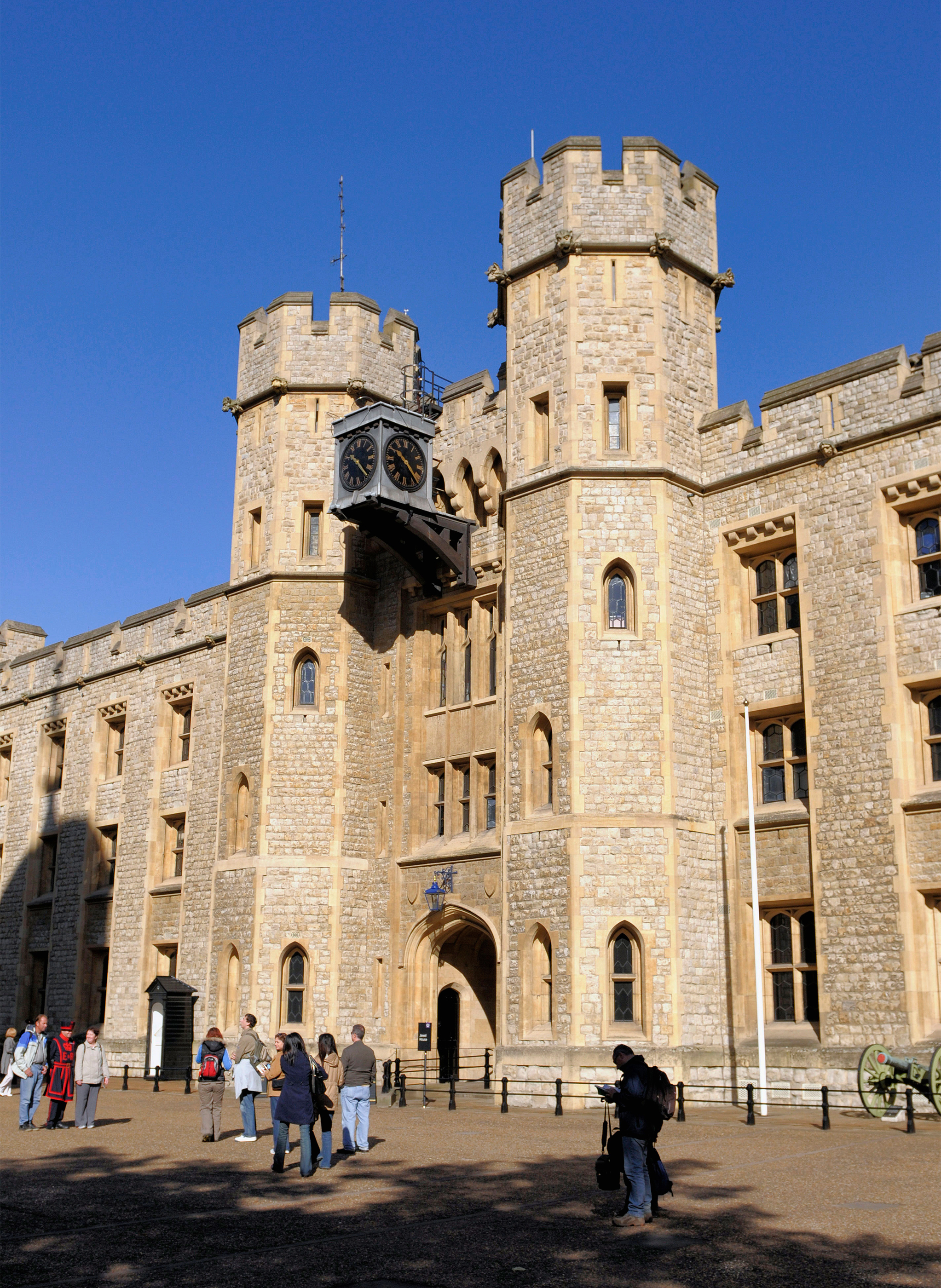
Entrata della Jewel House

The Jewel House è una parte del Waterloo Block (ex caserma della Torre di Londra) dove sono ospitati i gioielli della Corona inglese. L'area venne inaugurata ufficialmente dalla regina Elisabetta II del Regno Unito nel 1994 e restaurata nel 2012.

## Storia

### Prima del XVII secolo
Il primo guardiano dei gioielli della corona inglese venne nominato nel 1207, col compito appunto di sovrintendere alle regalie reali e della loro sicurezza.
Il tesoro sin da tempi remoti era conservato all'interno della Torre di Londra (nella cripta della cappella di San Giovanni nella Torre Bianca), ma dal 1255 venne creata la prima Jewel House separata per ospitare le regalie di stato, per quanto le corone e gli oggetti più preziosi fossero ancora conservati nell'abbazia di Westminster. Questa Jewel House si trovava presso la Wardrobe Tower, oggi scomparsa.

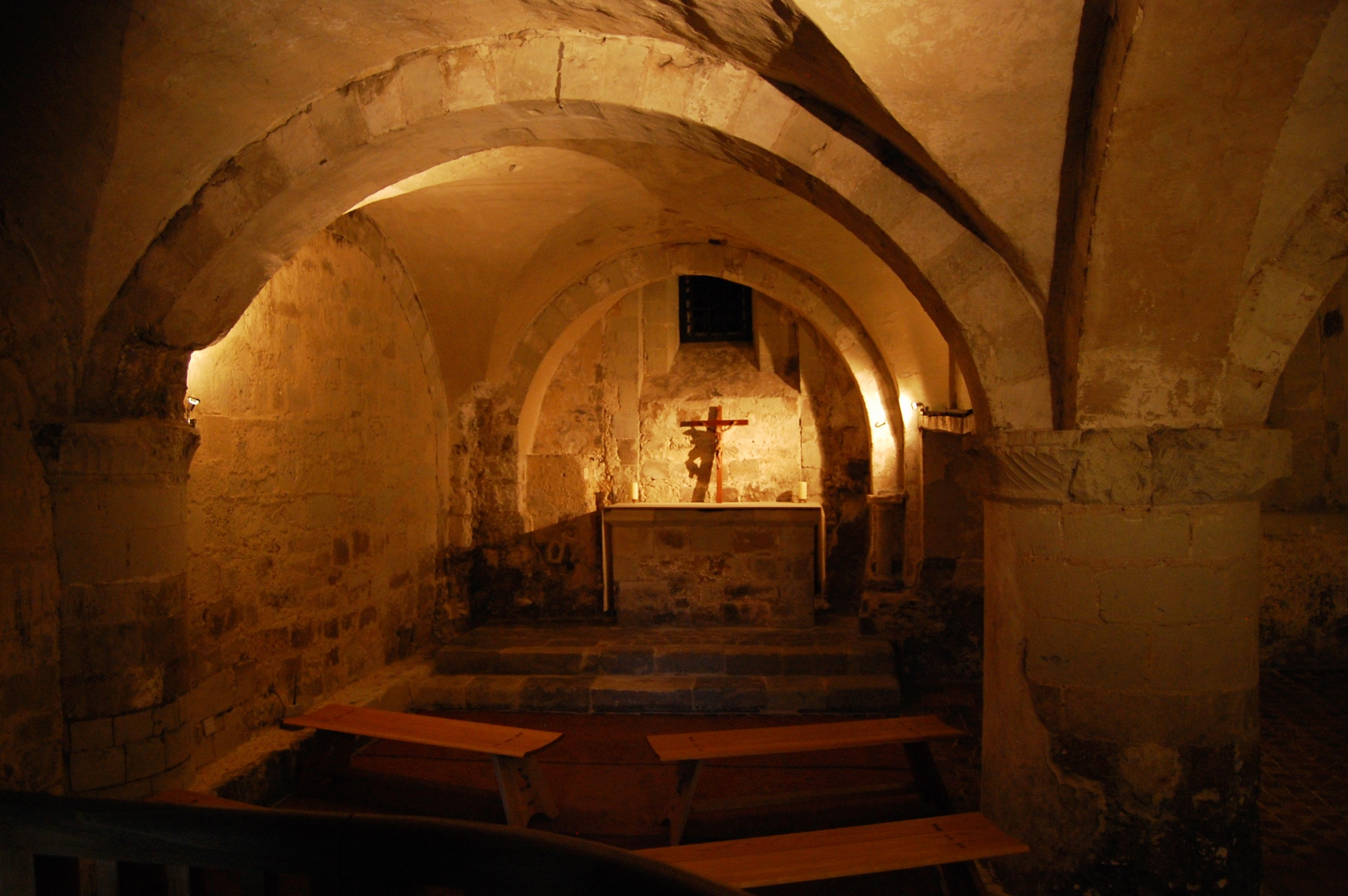
La Chamber of the Pyx nell'abbazia di Westminster

Nel 1378, il guardiano dei gioielli ottenne di avere la cura personale degli oggetti più importanti della monarchia inglese, conservati in appositi contenitori con due chiavi: una per sé e un'altra che veniva data al lord tesoriere. Si venne così a creare quello che successivamente divenne noto come Jewel House Department. Il tesoro reale continuò ad essere conservato presso la Torre di Londra mentre il cosiddetto Gran Treasury si trovava ancora a Westminster, all'interno della Chamber of the Pyx. Dalla fondazione dell'abbazia nel 1050 circa e sino al 1303, la Chamber of the Pyx ebbe il ruolo inoltre di tesoreria regale. Gran parte delle corone vennero conservate nella torre di Londra a partire dal regno di Enrico III d'Inghilterra come pure la maggior parte delle regalie dal 1643, al punto che durante il regno di Giacomo II si trovavano all'abbazia solo pochi oggetti.
Dopo il tentativo operato da Richard de Podnecott di rubare i gioielli dalla Chamber of the Pyx nel 1303, alcune regalie vennero spostate alla torre di Londra per maggiore sicurezza. Venne costruita quindi una nuova Jewel House nei pressi della Torre Bianca nel 1378, e dagli anni '30 del Cinquecento vi vennero trasferiti anche altri preziosi come l'argenteria del sovrano. Le regalie di stato venivano conservate nella parte superiore della torre, per quanto le corone rimasero all'abbazia di Westminster sino al XVII secolo.

### 1660–1814

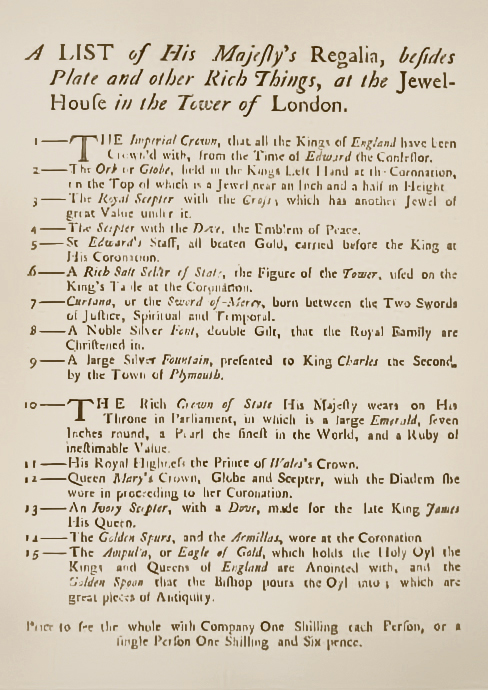
Una copia del primo elenco dei gioielli della Corona inglese (1690 circa)

Il primo responsabile dei gioielli reali inglesi nominato dopo la Restaurazione nel 1660, sir Gilbert Talbot, fu l'ultimo a controllare personalmente e giorno per giorno la Jewel House. Per quanto il suo ruolo ancora lo prevedesse, in realtà dalle regalie vennero scorporati i piatti d'argento e diversi suppellettili che vennero trasferiti dapprima al palazzo di Whitehall e poi probabilmente al St. James's Palace. Una gran quantità di argenteria venne fusa e poi venduta nel 1680.
Dal 1660, ad ogni modo, si può dire che la Torre di Londra divenne l'unica Jewel House presente nel regno e dal 1665 gli oggetti più rilevanti del tesoro reale vennero mostrati per la prima volta al pubblico.
Nel 1669, sempre per questioni di sicurezza, le regalie vennero trasferite in una nuova stanza nella Martin Tower. L'incaricato della loro cura, Talbot Edwards, era solito mostrare i gioielli ai visitatori dietro pagamento di un biglietto, estraendoli dalla custodia originaria per mostrarli. Questo sistema, ad ogni modo, si concluse nel 1671 quando il colonnello Thomas Blood riuscì a sopraffare il custode, lo legò e con l'aiuto di tre complici rubò i gioielli della corona. Tutti gli oggetti vennero recuperati anche se alcuni vennero danneggiati; la corona di Sant'Edoardo, ad esempio, era stata schiacciata con un martello.
Vennero quindi imposti dei cambiamenti drastici: la sala dei gioielli ebbe a disposizione una guardia armata stabile e la collezione venne posta dietro una gabbia con sbarre spesse in una stanza senza finestre, pur rimanendo aperta al pubblico, ma senza che il pubblico potesse entrare in contatto diretto con gli oggetti. Dietro il pagamento di un biglietto, pur rimanendo dietro le sbarre, ai visitatori era consentito di toccare alcuni dei gioielli regali.
Nel 1782, come parte della razionalizzazione delle spese della corte, il Department of the Jewel Office, venne abolito e le sue funzioni passarono al Lord Ciambellano. Dal 1782 al 1814, venne nominato un solo responsabile dei gioielli della corona.

### 1815–1966

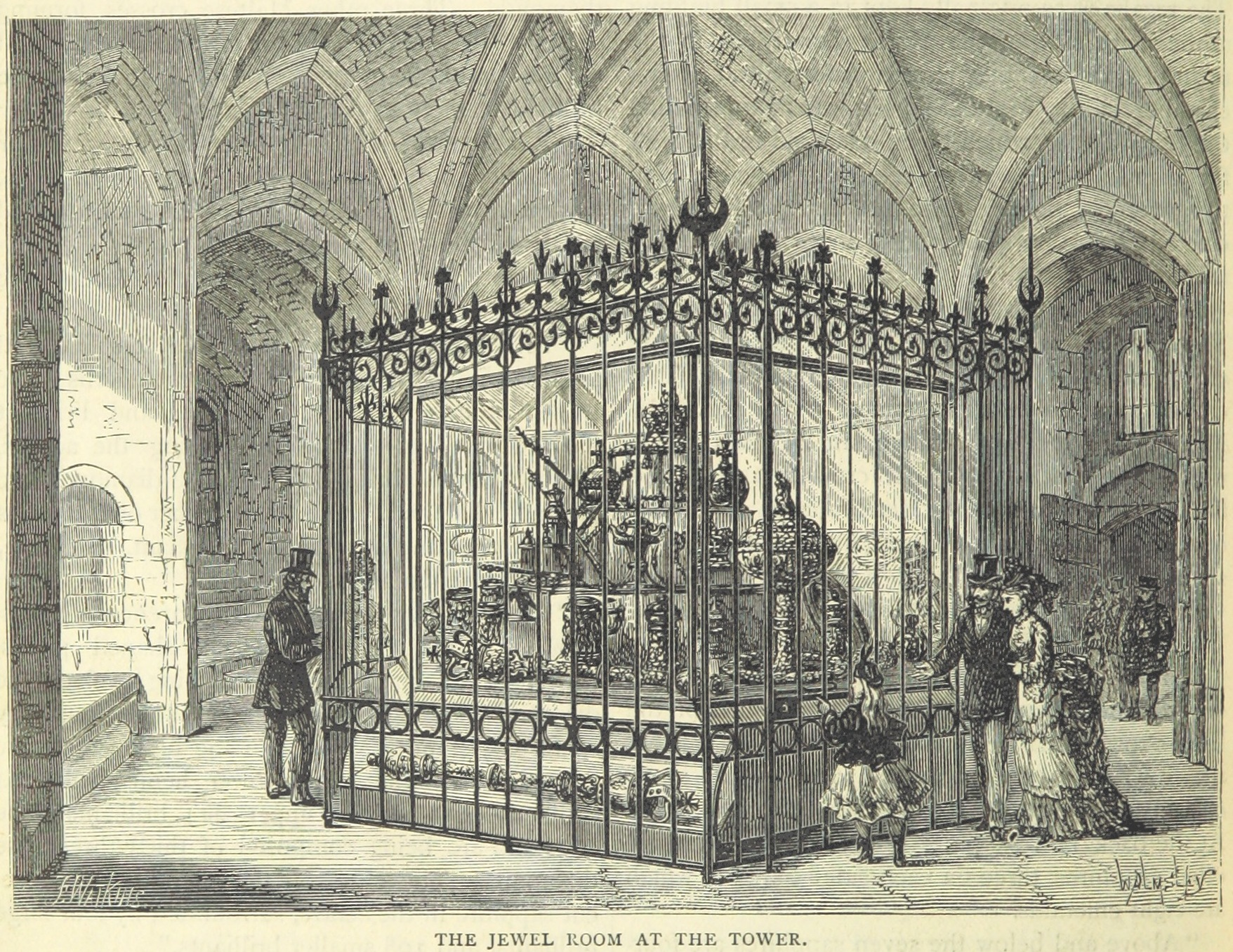
La stanza dei gioielli nel 1868

Nel 1815 una visitatrice (poi risultata pazza) riuscì a prendere la corona di stato dalle sbarre e la morse, causando danni per dieci sterline all'oggetto. Questo evento, unitamente alla necessità di rivedere la collocazione dei gioielli, portò nel 1816 a lavori di ristrutturazione. Il pubblico venne tenuto obbligatoriamente a distanza dai gioielli ed alcuni degli oggetti più piccoli vennero posti sotto teche di vetro apposite. L'illuminazione per gli oggetti venne fornita da sei potenti lampade Argand.
Lavorare Jewel House continuava ad essere molto lucrativo, al punto che negli anni '30 dell'Ottocento il guardiano riusciva a ricavarne 550 sterline annue. Nel 1838 il biglietto d'ingresso venne abbassato di prezzo con l'intento di attirare più visitatori e il risultato portò ad un incasso di 1 500 sterline annue. Nel 1840 iniziarono i progetti per la costruzione di una nuova struttura nella Torre di Londra per ospitare più degnamente la collezione, aperta poi nel 1842.
I gioielli vennero esposti sotto teche di vetro in una sala apposita con grandi finestre. La collezione era posta al centro e le persone vi ruotavano attorno, in modo da poter vedere meglio gli oggetti. Nel 1852 il custode dei gioielli venne riconosciuto formalmente come parte della corte del re e pagato con un salario fisso. La nuova Jewel House era però ancora troppo poco sicura contro gli incendi e pertanto nel 1868 venne costruita una nuova sala nella Wakefield Tower dall'architetto Anthony Salvin con criteri ignifughi per scongiurare ogni pericolo. A parte la loro temporanea rimozione durante il periodo della guerra e per usi cerimoniali, i gioielli della corona inglese rimasero in tale collocazione sino al 1967.

### 1967–1993
Dopo la seconda guerra mondiale, la Jewel House ottocentesca iniziò a risultare inadeguata sia in termini di sicurezza, sia di accesso al pubblico. Al picco massimo della popolarità, la Jewel House giunse ad ospitare 1 500 visitatori al giorno. Nel 1967 venne costruita una nuova Jewel House nell'ala ovest delle Waterloo Barracks al costo di 360 000 sterline e venne predisposta per poter accogliere sino a 5 000 visitatori al giorno. I gioielli vennero sistemati con gli oggetti meno preziosi in un'esposizione piana assieme ad altri oggetti che nella precedente collocazione era impossibile mostrare, mentre le corone e i gioielli di stato più preziosi vennero posti in una torre raggiungibile scendendo 49 gradini: era in realtà un bunker in grado di resistere anche ad attacchi nucleari (si consideri il periodo in piena guerra fredda). I visitatori, procedendo in senso orario, avevano la possibilità di osservare gli oggetti sotto l'attenta supervisione delle guardie. Un'ulteriore galleria posta 2 metri sopra gli oggetti consentiva ai visitatori di vederli anche da sopra.
Nel 1968 l'incarico di guardiano venne combinato con quello di governatore della Torre di Londra e di conseguenza le responsabilità di quest'ultimo aumentarono anche relativamente alla sicurezza dei gioielli.

### 1994–2011

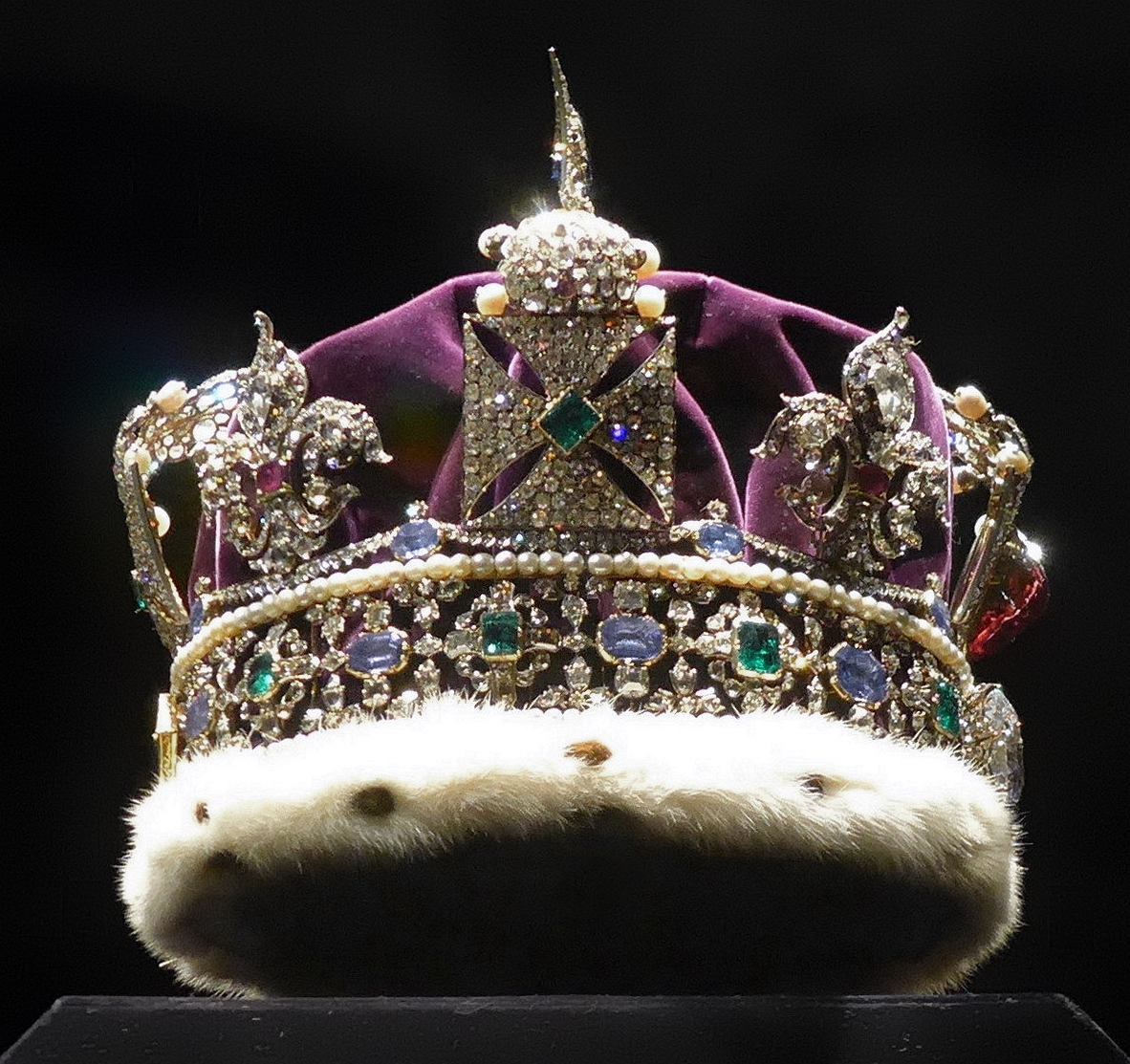
La Corona Imperiale di Stato

Dagli anni '80 più di 15 000 persone al giorno hanno fatto visita ai gioielli della corona inglese, creando code di attesa di più di un'ora. Anche l'esposizione divenne antiquata al punto che David Beeton, all'epoca responsabile della Historic Royal Palaces, commentò dicendo che i pezzi erano esposti "come nella vetrina di un gioielliere". Nel 1992 si pensò di avviare la costruzione di una nuova Jewel House.
La regina Elisabetta II inaugurò la nuova struttura il 24 marzo 1994. Essa occupa ancora oggi gran parte del pianterreno delle Waterloo Block (ex caserma) ed è disegnata per accogliere più di 20 000 persone al giorno con un'esposizione disponibile di più di 100 oggetti di inestimabile valore, oltre a 23 578 pietre come diamanti, rubini, smeraldi e zaffiri. L'illuminazione è garantita dalla presenza della fibra ottica.
La sicurezza e la velocità di visione degli oggetti esposti per evitare la formazione di lunghe code è oggi garantita da due porte da due tonnellate per quindici centimetri di spessore ciascuna e da un marciapiede mobile.

### Oggi
Nel 2012 la Jewel House è stata ristrutturata con la creazione di un'area d'ingresso con un video che racconta la storia dei gioielli della Corona inglese ed il loro utilizzo nel corso della cerimonia d'incoronazione. I gioielli sono stati riproposti in ordine di utilizzo nel corso della cerimonia d'incoronazione, oltre alla possibilità data ai visitatori di sentire l'inno dell'incoronazione composto da George Frideric Handel. Il tutto è stato completato dall'installazione di luci più luminose ma con una voce più naturale, oltre ad un nuovo ascensore per disabili e da nuove piattaforme. La principessa Anna ha riaperto ufficialmente la Jewel House il 29 marzo 2012.

## Sicurezza

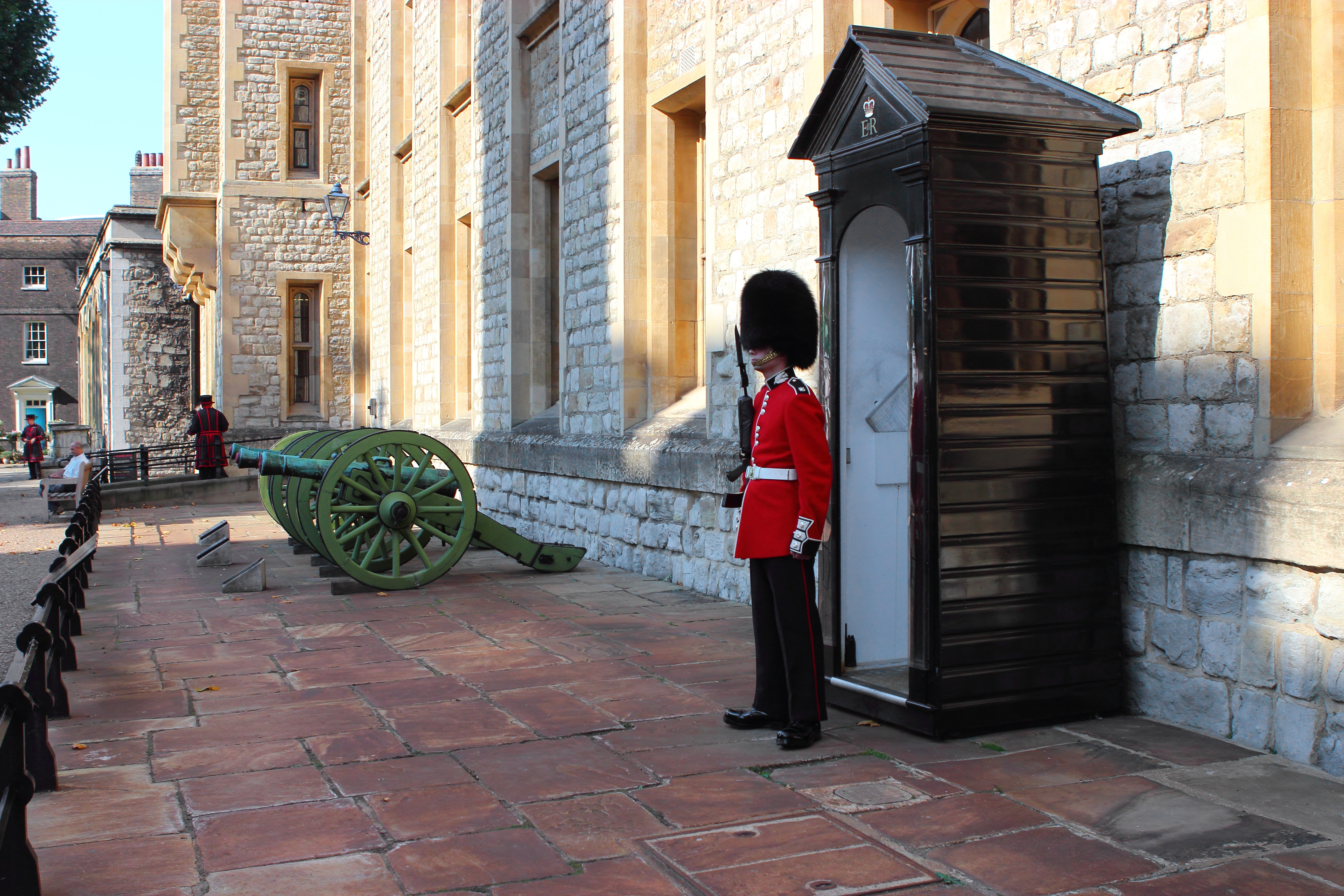
Una sentinella delle Guardie Scozzesi di guardia alla Jewel House

I gioielli della corona sono protetti da vetri a prova di bomba e i visitatori alla torre sono controllati da più di 100 telecamere nascoste a circuito chiuso. La sicurezza della Torre di Londra è garantita da un corpo di guardia di 22 guardie che sono presenti nel Waterloo Block dal 1845. Attualmente vi è un distaccamento dell'esercito inglese che opera per conto del ministero della difesa per la sicurezza dei gioielli della Corona.
Addetti alla sicurezza sono inoltre 38 Yeomen Warders, ex-militari impiegati dalla Historic Royal Palaces, anche se il loro ruolo è più che altro quello di gestire il flusso dei visitatori che ogni giorno affollano gli spazi museali. A differenza dei soldati di guardia che vi sono ammessi a rotazione, gli Yeomen Warders vivono stabilmente nella torre. L'attuale corpo di guardia riprende nelle sue uniformi storiche quelle degli Yeomen della Guardia che si trovano alla torre dal 1550.
I gioielli possono essere spostati dalla loro collocazione unicamente su autorizzazione del lord ciambellano, responsabile della corte. Solo il gioielliere della corona è autorizzato a maneggiare le regalie ed è sempre scortato da agenti armati della polizia di stato.